# Janeth Arcain
Janeth dos Santos Arcain -referida también como Janeth Arcain- (Carapicuíba, 11 de abril de 1969) es una ex-jugadora brasileña de baloncesto y directora técnica en la misma disciplina que ocupaba la posición de alero.
Fue seleccionada del conjunto femenino de baloncesto de Brasil con el que alcanzó la medalla de plata en los Juegos Olímpicos de Atlanta 1996 y la medalla de bronce en los Juegos Olímpicos de Sídney 2000. Además, recibió la medalla de plata en los Juegos Panamericanos de 1987 en Indianápolis y en los Juegos Panamericanos de 2007 en Río de Janeiro, y la medalla de oro en los Juegos Panamericanos de 1991 en La Habana; además, fue vencedora del Campeonato Sudamericano de Baloncesto femenino adulto de Chile 1989, Colombia 1991, Bolivia 1993 y Brasil 1995 y 1999.
Por otro lado, participó del equipo que alcanzó la medalla de oro en el Campeonato Mundial de Baloncesto Femenino de 1994 realizado en Australia.
Desempeñó su carrera como jugadora principalmente en equipos brasileños, aunque también jugó para los Houston Comets de la Women's National Basketball Association (WNBA) entre los años 1997 y 2005.

## Estadísticas en competencias FIBA
| Año            | Competencia                                                  | PPJ  | RPJ | APJ |
| -------------- | ------------------------------------------------------------ | ---- | --- | --- |
| 2006           | Campeonato Mundial de Baloncesto femenino                    | 13,2 | 6,8 | 1,9 |
| 2004           | Juegos Olímpicos                                             | 18   | 5,4 | 2,5 |
| 2004           | Torneo femenino FIBA Diamond Ball                            | 14   | 4   | 4   |
| 2003           | Torneo clasificatorio femenino para los juegos panamericanos | 24,2 | 7,8 | 2,5 |
| 2002           | Campeonato Mundial de Baloncesto femenino                    | 15,9 | 7,7 | 2,1 |
| 2000           | Juegos Olímpicos                                             | 20,5 | 5,8 | 2,6 |
| 1998           | Campeonato Mundial de Baloncesto femenino                    | 20,2 | 5,9 | 2,9 |
| 1996           | Juegos Olímpicos                                             | 17,8 | 6,5 | 4,4 |
| 1994           | Campeonato Mundial de Baloncesto femenino                    | 23,2 | 7,6 | 3,1 |
| 1992           | Juegos Olímpicos                                             | 17   | 7,8 | 2,6 |
| 1992           | Torneo clasificatorio femenino para los juegos olímpicos     | 14,6 | 0   | 0   |
| 1990           | Campeonato Mundial de Baloncesto femenino                    | 15   | 0   | 0   |
| 1989           | Campeonato Mundial de Baloncesto femenino junior             | 23,7 | 0   | 0   |
| Promedio total | Promedio total                                               | 18,3 | 5   | 2,2 |
| Fuente: FIBA.  |                                                              |      |     |     |